# Władysław Szaryński
Władysław Szaryński (Szczecin, 1947. január 17. –) válogatott lengyel labdarúgó, csatár.

## Pályafutása

### Klubcsapatban
1959-ban az Arkonia Szczecin korosztályos csapatában kezdte a labdarúgást és 1965-ben mutatkozott be az első csapatban. 1966 és 1968 között a Zawisza Bydgoszcz, 1969-ben a ROW Rybnik, 1969 és 1974 között a Górnik Zabrze, 1974 és 1979 között a Zagłębie Sosnowiec, 1979–80-ban a francia US Dunkerque, 1980–81-ben a belga RFC Hautrage labdarúgója volt. A Górnikkal két bajnoki címet és három lengyelkupa-győzelmet ért el. Tagja volt az 1969–70-es idényben KEK-döntős csapatnak. A Zagłębie Sosnowiec csapatával kétszeres lengyelkupa-győztes volt. 1981-ben fejezte be az aktív labdarúgást.

### A válogatottban
1970-ben két alkalommal szerepelt a lengyel válogatottban.

## Sikerei, díjai
Górnik Zabrze
- Lengyel bajnokság
  - bajnok (2): 1970–71, 1971–72
- Lengyel kupa
  - győztes (3): 1970, 1971, 1972
- Kupagyőztesek Európa-kupája (KEK)
  - döntős: 1969–70

 Zagłębie Sosnowiec
- Lengyel kupa
  - győztes (2): 1977, 1978

## Statisztika

### Mérkőzései a lengyel válogatottban
| Lengyelország | Lengyelország       | Lengyelország                  | Lengyelország | Lengyelország | Lengyelország | Lengyelország | Lengyelország | Lengyelország |
| #             | Dátum               | Helyszín                       | Hazai         | Eredmény      | Vendég        | Kiírás        | Gólok         | Esemény       |
| ------------- | ------------------- | ------------------------------ | ------------- | ------------- | ------------- | ------------- | ------------- | ------------- |
| 1.            | 1970. szeptember 2. | Varsó, Dziesięciolecia Stadion | Lengyelország | 5 – 0         | Dánia         | barátságos    | -             |               |
| 2.            | 1970. szeptember 6. | Rostock, Ostseestadion         | NDK           | 5 – 0         | Lengyelország | barátságos    | -             |               |
|               | Összesen            |                                |               | 2             | mérkőzés      |               | 0             | gól           |